# Ptychoptera ichitai
Ptychoptera ichitai är en tvåvingeart som beskrevs av Nakamura och Saigusa 2009. Ptychoptera ichitai ingår i släktet Ptychoptera och familjen glansmyggor. Inga underarter finns listade i Catalogue of Life.